# Jenna Dewan

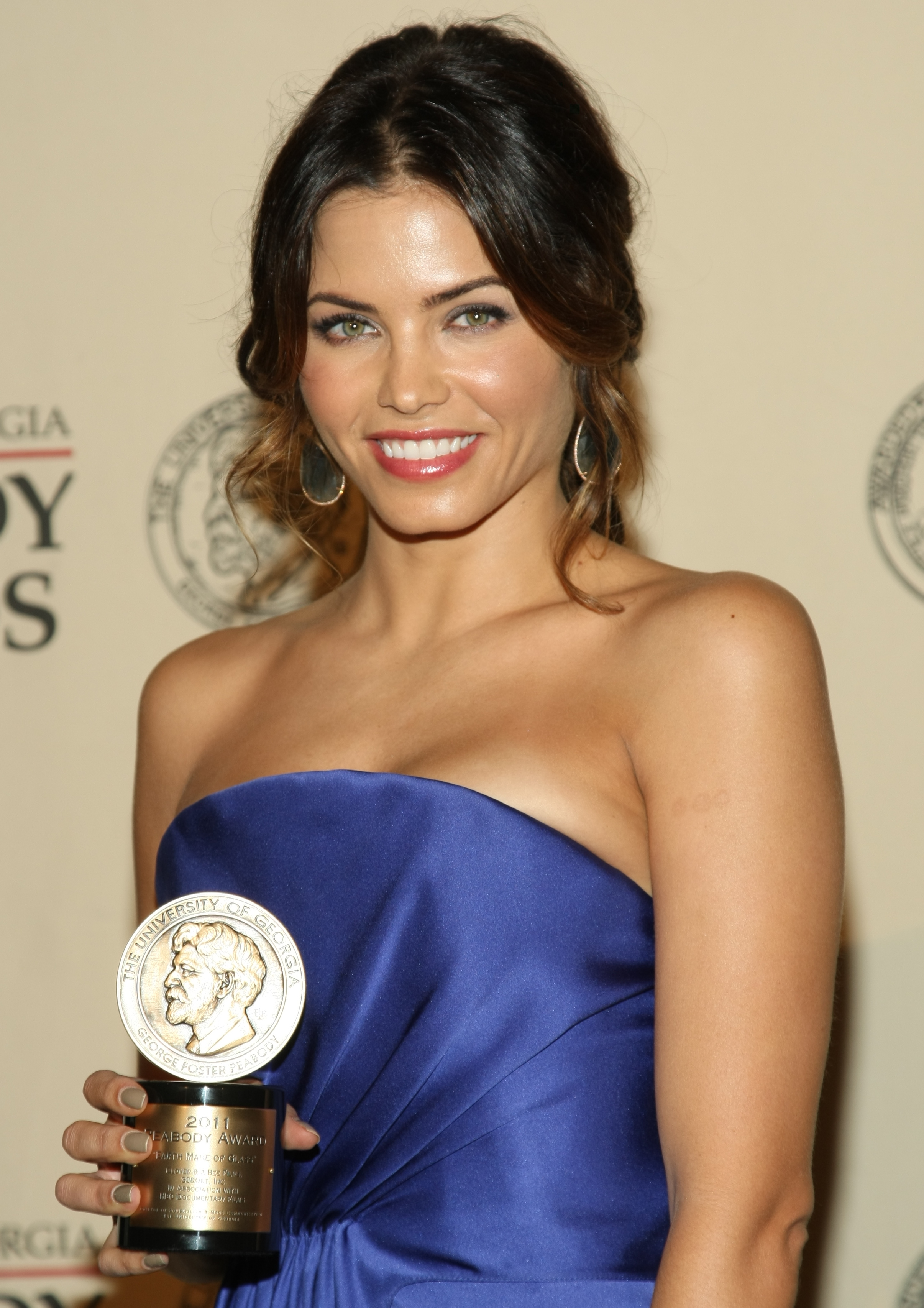
Jenna Lee Dewan (2012)

Jenna Lee Dewan (* 3. Dezember 1980 in Hartford, Connecticut) ist eine US-amerikanische Tänzerin und Schauspielerin, die vorwiegend in Tanzfilmen auftritt.

## Leben und Karriere
Dewan wurde vor allem durch die umfangreichen Welt-Tourneen von P. Diddy, Janet Jackson und Justin Timberlake, bei denen sie als Tänzerin auftrat, bekannt.
Dewan spielte auch in diversen Filmen kleinere bis mittlere Rollen und hat bisher in drei Filmen als Hauptdarstellerin gearbeitet. Ihren Durchbruch feierte sie mit ihrer Darstellung der Nora Clark in dem erfolgreichen Tanzfilm Step Up, in dem sie an der Seite von Channing Tatum agierte. Von Oktober 2013 bis Oktober 2014 gehörte sie als Freya Beauchamp zur Stammbesetzung in der Lifetime-Fernsehserie Witches of East End.
Von Juli 2009 bis November 2019 war sie mit ihrem Schauspielkollegen Channing Tatum verheiratet. Sie hatten sich 2006 bei den Dreharbeiten von Step up kennengelernt. Am 31. Mai 2013 kam ihre gemeinsame Tochter in London zur Welt. Anfang April 2018 trennte sich das Paar. Seit Oktober 2018 ist sie mit Steve Kazee liiert, seit Februar 2020 sind die beiden verlobt. Am 10. März 2020 kam der gemeinsame Sohn zur Welt; die gemeinsame Tochter wurde am 14. Juni 2024 geboren.

## Filmografie (Auswahl)

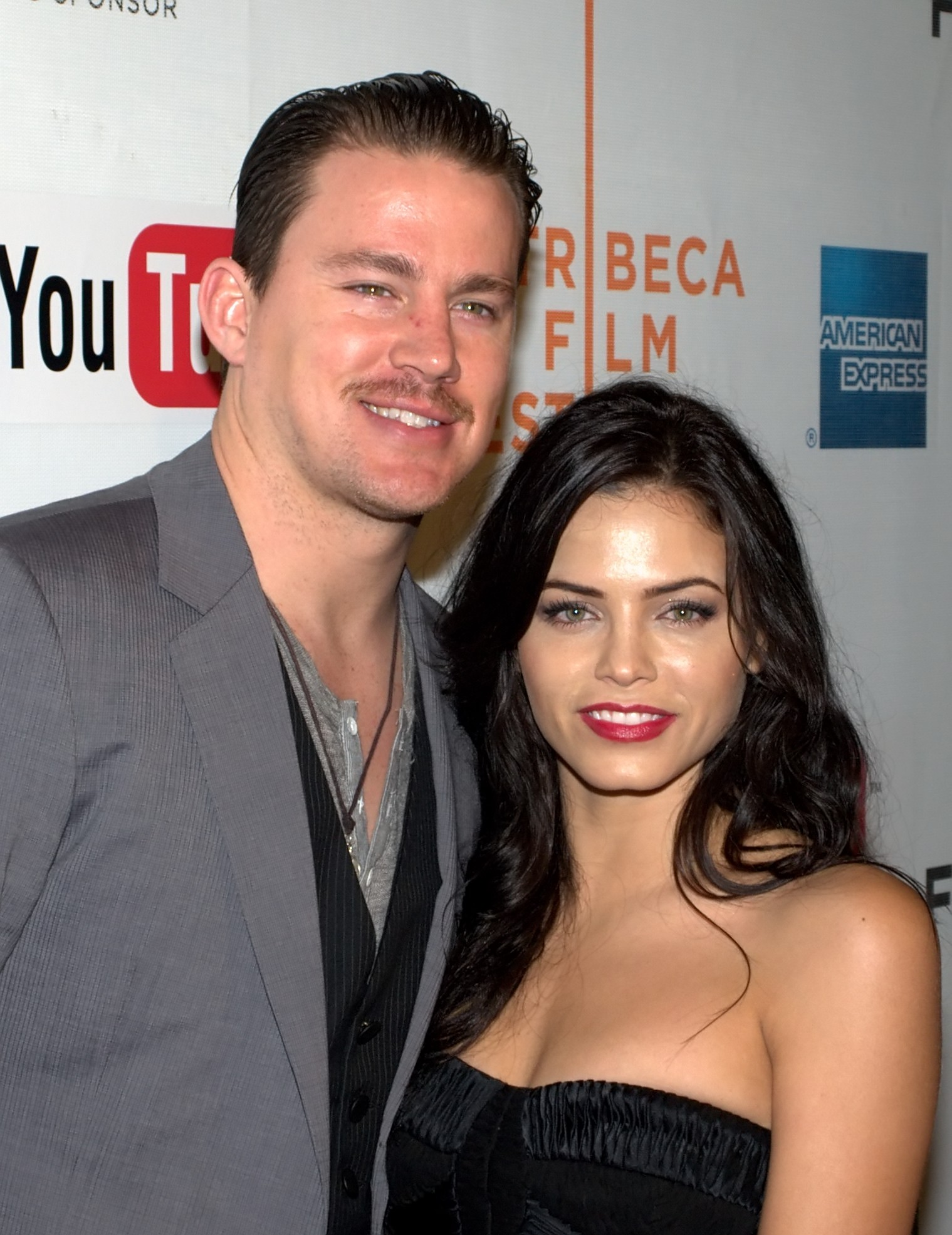
Dewan mit ihrem damaligen Ehemann Channing Tatum beim Tribeca Film Festival 2010

- 2002: Hot Chick – Verrückte Hühner (Hot Chick)
- 2004: Dark Shadows (Fernsehfilm)
- 2004: Quintuplets (Fernsehserie, Episode 1x03)
- 2004: Schatten der Leidenschaft (The Young and the Restless, Fernsehserie, 2 Episoden)
- 2005: Waterborne
- 2005: Tamara – Rache kann so verführerisch sein (Tamara)
- 2005: Joey (Fernsehserie, Episode 1x23)
- 2006: Dance! Jeder Traum beginnt mit dem ersten Schritt (Take the Lead)
- 2006: Step Up
- 2006: The Grudge 2
- 2008: Love Lies Bleeding
- 2008: Sexy Biester in der High School (Fab Five: The Texas Cheerleader Scandal)
- 2008: Assorted Nightmares: Janitor (Fernsehserie, Episode 1x01)
- 2009: Mein Vater, seine Frauen und ich (The Six Wives of Henry Lefay)
- 2009: The Jerk Theory
- 2009: Melrose Place (Fernsehserie, 2 Episoden)
- 2009: Falling Awake
- 2009: American Virgin
- 2010: The Legend of Hell’s Gate: An American Conspiracy
- 2011: Balls to the Wall
- 2011: 10 Years
- 2011: Set Up
- 2011: The Playboy Club (Fernsehserie, 7 Episoden)
- 2012: Slightly Single in L.A.
- 2012: American Horror Story (Fernsehserie, 5 Episoden)
- 2013: She Made Them Do It (Fernsehfilm)
- 2013–2014: Witches of East End (Fernsehserie, 23 Episoden)
- 2014: The Mindy Project (Fernsehserie, Episode 2x17)
- 2015–2016: Supergirl (Fernsehserie, 13 Episoden)
- 2016: No Tomorrow (Fernsehserie, Episode 1x04)
- 2017, 2018: Man with a Plan (Fernsehserie, 2 Episoden)
- 2018: Berlin, I Love You
- 2018–2019: Atlanta Medical (The Resident, Fernsehserie, 8 Episoden)
- 2019: The Wedding Year
- 2019: Soundtrack (Netflixserie, 10 Episoden)
- 2020: Robot Chicken (Fernsehserie, Episode 10x15, Stimme)
- seit 2021: The Rookie (Fernsehserie)
- 2022–2023: Superman & Lois (Fernsehserie, 6 Episoden)
- 2022: Let’s Get Physical
- 2023: Devil on My Doorstept (Fernsehfilm)